# Zebra Technologies
Zebra Technologies — производитель мобильных компьютеров, сканеров штрихкода, термопринтеров и расходных материалов к ним.
Zebra была создана в 1969 году под названием Data Specialties Incorporated, и была производителем высокоскоростной электромеханической техники.
В 1982 году компания сменила профиль деятельности и выпустила свой первый принтер для печати этикеток. С 1986 года компания сменила название на Zebra Technologies Corporation. Публичной компанией Zebra стала в 1991 году. Сегодня компания имеет более чем $3,7-миллиардный оборот, производство принтеров сосредоточено в основном в Иллинойсе и Камарилло (США). Все производственные площадки компании сертифицированы в системе качества ISO 9001.
В принтерах компании применяется специальный язык разметки страницы, называемый Zebra Programming Language (англ.). До него использовался язык Eltron Programming Language (англ.).
За последние 20 лет Zebra Technologies приобрела такие компании как Eltron, Comtec, HART Systems, ITR Mobility, Swecoin (англ.). В апреле 2014 было объявлено о приобретении Motorola Solution Enterprise (включая бренды Symbol и Psion). 27 октября 2014 года было объявлено о завершении сделки по покупке Motorola Solution Enterprise.